# Пълнолуние
Пълнолунието е лунна фаза, която се появява, когато Земята е между Слънцето и Луната. Или по-точно – пълнолуние има, когато геоцентричните истински географски ширини на Слънцето и Луната се различават със 180 градуса, тоест Луната е в противостоене на Слънцето. По това време, както се наблюдава от зрители на Земята, полукълбото на Луната, обърнато към Земята, е почти изцяло обляно от слънчева светлина и изглежда кръгло. Само по време на пълнолуние другата страна на Луната (невидима от Земята) е напълно скрита от Слънцето.
Времето между еднаквите фази на Луната е средно 29,53 дни, така че пълнолунието почти винаги е на 14-о или 15-о число от лунния месец в тези календари, които започват с новолуние.

## Фолклор
Пълнолунието традиционно се свързва с временно безсъние, лудост и някои „магически феномени“ като събуждането на върколаците. Психолозите обаче не са установили някакъв ефект върху човешкото поведение по време на пълнолуние. Проучванията по този въпрос са непостоянни – някои показват позитивен, а други – негативен резултат. На 23 декември 2000 г. например в „Бритиш Медикал Джърнал“ (British Medical Journal) са публикувани две статии за проучвания за ухапвания на кучета в болници в Англия и Австралия. Едното проучване в Англия сочи, че кучешките ухапвания са два пъти повече по време на пълнолуние, докато другото проучване в Австралия води до обратното заключение.
Доктор Тимо Партонен от финландския Национален публичен здравен институт извършва проучване върху 1400 самоубийства и открива, че при пълнолуние има повече случаи на опити за самоубийство.
Много неоезичници правят месечен ритуал, наречен Есбат, на всяко пълнолуние, а някои хора, практикуващи традиционните китайски религии, подготвят ритуалните си дарове към отците си на всяко пълнолуние и новолуние.
Много еврейски празници се падат на дните, когато има пълнолуние.

## Календари
Индийският, тайландският, еврейският, ислямският, тибетският, майският, германският, келтският и традиционният китайски календар са базирани на фазите на Луната. В нито един от тези календари месеците не започват с пълнолуние. В китайския, еврейския, тайландския и някои индийски календари пълнолунието винаги е в средата на месеца.
В индуизма през нощ, когато има пълнолуние, се почитат богът Вишну и богинята Лакшми.
В Григоргианския календар датата за празнуване на Великден е първата неделя след първото пролетно пълнолуние. Тоест датата зависи от лунните фази.
В китайския календар Средесенният фестивал се пада на пълната луна в осмия месец, докато фестивалът на фенерите – на първото пълнолуние за годината.

## Синя Луна
Синя Луна представлява второто пълнолуние в един месец. Словосъчетанието няма нищо общо с цвета на Луната, макар „посиняване“ на единствения спътник на Земята да е възможно след големи горски пожари или изригвания на вулкани (като например Кракатау). Синя Луна се появява средно веднъж на две години и половина (по-точно 2,7154 години).